# Traverse USA
MotoRace USA (también conocido como Traverse USA, en Japón como Zippy Race, (ジッピーレース Jippī Rēsu?) y en España como Mototour) es un videojuego de carreras desarrollado y lanzado en juegos arcade por Irem en 1983. En Norteamérica, fue lanzado por Williams Electronics. El diseño del gabinete fue realizado por Larry Day y Bruce Schafernak de Advertising Posters en Chicago.
El jugador controla a un corredor que debe viajar en una motocicleta desde Los Ángeles hasta Nueva York. El juego fue portado a la consola doméstica SG-1000 en marzo de 1984, y la Family Computer en 1985. Se anunció una versión actualizada del juego para Intellivision Amico, pero nunca se lanzó.

## Jugabilidad
Cada nivel tiene dos partes:
1. La primera parte utiliza un punto de vista desde arriba, en el que los coches adelantados hacen que el rango del jugador aumente en 1 por coche. El rango actual se muestra en la esquina inferior derecha de la pantalla del juego durante cada etapa.
2. La segunda parte utiliza un punto de vista en tercera persona, en el que el jugador debe intentar no chocar contra los coches contrarios mientras se muestra un fondo relativo a la ciudad a la que se dirige (es decir: si el jugador está llegando a Las Vegas, entonces se pueden ver algunos casinos en el fondo). Los coches que se acercan no aumentan el rango del jugador.

Hay cinco etapas diferentes que el jugador encuentra en su camino hacia el destino final (NY) antes de que el juego comience nuevamente en la etapa uno como se describe a continuación. Estas etapas se alternan desde asfalto en las etapas uno, tres y cinco, hasta caminos sin pavimentar (de tierra) en las etapas dos y cuatro. En las etapas de asfalto, se puede obtener combustible adicional al pasar por encima del ícono de la lata de gasolina. También hay una sección de "caballito" que, al pasar por encima, hace que la motocicleta del conductor haga una parada de ruedas y gane puntos de bonificación. En las etapas de camino de tierra, se puede obtener combustible y puntos al pasar por encima de las latas de gasolina o las cantidades de puntaje indicadas en el tablero de juego. En la etapa de camino de tierra hay varios puentes de troncos que cruzan el agua y una sección de "salto" en algunos puentes: pasar por encima del ícono de salto da como resultado una bonificación de puntaje. En todas las etapas hay charcos de agua que, si se atraviesan, hacen que la motocicleta no pueda girar durante un breve período de tiempo y se reproduce brevemente un sonido de chirrido de neumáticos.
Chocar contra autos, bordes de caminos, arbustos/árboles, rocas o saltarse un puente y caer al agua en una etapa de camino de tierra hace que la motocicleta se detenga y vuelva a arrancar, lo que le cuesta al jugador una cierta cantidad de combustible. Quedarse sin combustible impide que la motocicleta avance más y hace que el juego termine, pero en la versión arcade, el jugador puede continuar insertando más monedas (si es necesario) y presionando START. Chocar también puede resultar (especialmente en niveles posteriores) en ser superado por autos, lo que disminuye la clasificación del jugador.
A medida que el jugador alcanza cada ciudad, el rango alcanzado da como resultado una cantidad adicional que se suma a la puntuación y combustible adicional al total del jugador. Cuanto más alta sea la posición alcanzada, más puntos y combustible se otorgarán.
Cuando el jugador llega a Nueva York, aparece un cartel que dice "Viva Nueva York" mientras la Estatua de la Libertad agita su mano y suena "The Star-Spangled Banner". Después de esto, el juego se reinicia con la puntuación del jugador intacta, pero la dificultad aumenta y el jugador tiene una motocicleta de mayor capacidad (con una velocidad máxima correspondientemente más rápida).

## Recepción
En Japón, Game Machine incluyó "MotoRace USA" en su edición de julio de 1983 como la nueva unidad de juegos de mesa de mayor éxito del mes.